# Entre paréntesis
Entre paréntesis è un singolo della cantante colombiana Shakira e del gruppo musicale messicano Grupo Frontera, pubblicato il 25 marzo 2024 come nono estratto dal dodicesimo album in studio di Shakira Las mujeres ya no lloran.
È stato riconosciuto col Premio Lo Nuestro alla collaborazione di musica messicana dell'anno.

## Video musicale
Il video musicale è stato reso disponibile in concomitanza con l'uscita del brano attraverso il canale YouTube della cantante.

## Tracce
Testi e musiche di Shakira Mebarak, Édgar Barrera, Kevyn "Keityn" Mauricio Cruz, Lenin Yorney Palacios "Lexus" e Manuel Lorente Freire "SpreadLof".
1. Entre paréntesis – 2:48

## Formazione
- Shakira – voce, produzione
- Gruppo Fontera – voci
- Édgar Barrera – chitarra, produzione, registrazione
- Kevyn Moreno – produzione
- Alberto Acosta – basso
- Brian Ortega – basso
- Carlos Guerrero – batteria
- Julián Peña – percussioni
- Adam Ayan – mastering
- Dave Clauss – missaggio
- Luis Barrera Jr. – missaggio
- Abiel Beltrán – registrazione
- Sergio Robledo – registrazione

## Classifiche
| Classifica (2024) | Posizione massima |
| ----------------- | ----------------- |
| Stati Uniti       | 124               |